# Sabine Funk
Sabine Funk (geboren am 13. November 1963 in Menden (Sauerland)), Autorenname auch Sabine Funk-Draschka, ist eine deutsche Richterin am Verwaltungsgericht Gießen und Mitglied am Staatsgerichtshof des Landes Hessen.

## Leben
Nach ihrem Studium der Rechtswissenschaft, wurde Funk 1992 an der Philipps-Universität Marburg promoviert. Thema der Doktorarbeit war Die gerichtliche Überprüfbarkeit von Planfeststellungsbeschlüssen.
Funk ist seit 12. Mai 1997 Richterin am Verwaltungsgericht Gießen und wurde später zur Güterichterin berufen.
Am 2. April 2019 wurde Funk auf Vorschlag der SPD-Fraktion vom Hessischen Landtag zum stellvertretenden nicht richterlichen Mitglied am Staatsgerichtshof des Landes Hessen gewählt.
Im November 2013 wurde Funk für sieben Jahre an das Kirchliche Verfassungs- und Verwaltungsgericht (KVVG) der Evangelischen Kirche in Hessen und Nassau (EKHN) berufen. Das Gericht besteht aus 15 Mitgliedern und kann angerufen werden, wenn Entscheidungen der EKHN juristisch überprüft werden sollen. 2021 wurde sie in das Gremium wiedergewählt.

## Veröffentlichungen
- Sabine Funk-Draschka: Die gerichtliche Überprüfbarkeit von Planfeststellungsbeschlüssen. Zu den Klagemöglichkeiten der Bundesländer und Gemeinden unter besonderer Berücksichtigung der Belange des Natur- und Denkmalschutzes. an der Universität Marburg 1992 zugelassene Dissertation. Frankfurt am Main / Berlin / Bern / New York / Paris / Wien, Lang 1993, ISBN 978-3-631-45913-3.